# Ángel Javier Arizmendi de Lucas
Ángel Javier Arizmendi de Lucas (Madrid, Espanya, 3 de març de 1984) conegut simplement com a Javier Arizmendi, és un exfutbolista professional espanyol.

## Trajectòria
Ha jugat des de jove en les categories inferiors de l'Atlètic de Madrid fins a mitjans de la temporada 2003-2004 en la qual debuta amb el primer equip. Debuta en Primera el 15 de febrer de 2004 en un partit que acabà amb el resultat de FC Barcelona 3 - 1 Atlètic de Madrid. La temporada 2004-2005 es marxa cedit al Racing de Santander, equip amb el qual juga 22 partits de lliga i marca 3 gols.
A principis de la temporada 2005-2006 retorna a l'Atlètic de Madrid però fitxa pel Deportivo de La Coruña en el mercat d'hivern.
L'estiu de 2007 va ser comprat sorprenentment pel València CF per petició expressa del tècnic Quique Sánchez Flores per 7 milions d'euros. Malgrat ser fitxat com a davanter, el nou entrenador, Ronald Koeman, el va alinear com a extrem dret, donant bons resultats. El seu primer gol en lliga com a valencianista va arribar el 23 de març en l'Estadi Santiago Bernabeu en el minut 88. A més aquest gol va donar la victòria al conjunt merengot.
El 12 d'agost de 2008 el Reial Saragossa el va fitxar per 4 milions d'euros, amb un contracte de sis anys.
L'estiu de 2010 el Getafe CF fitxa el jugador després de quedar lliure pel Reial Saragossa.

## Selecció espanyola
El 10 de novembre de 2006 va ser convocat pel seleccionador espanyol Luis Aragonés per disputar amb la selecció espanyola un partit amistós a Cadis contra Romania, però a causa d'una inoportuna lesió muscular no va arribar a debutar.
Va debutar en el partit amistós contra la selecció anglesa el 7 de febrer de 2007 en l'estadi d'Old Trafford a Manchester (Anglaterra), on la selecció espanyola va guanyar per 0 - 1.

## Clubs
| Club                    | Any         |  |
| ----------------------- | ----------- |  |
| Atlético de Madrid B    | 2000 - 2003 |  |
| Atlètic de Madrid       | 2003 - 2004 |  |
| Racing de Santander     | 2004 - 2005 |  |
| Atlètic de Madrid       | 2005        |  |
| Deportivo de La Coruña  | 2006 - 2007 |  |
| València CF             | 2007 - 2008 |  |
| Reial Saragossa         | 2008 - 2010 |  |
| Getafe CF               | 2010 - 2013 |  |
| Neuchâtel Xamax FC      | 2011 - 2012 |  |
| RCD Mallorca            | 2012 - 2013 |  |
| Deportivo de La Corunya | 2013 - 2015 |  |

## Palmarès
| Títol        | Club        | Any  |
| ------------ | ----------- | ---- |
| Copa del Rei | València CF | 2008 |